# Костёл миссионеров (Львов)
Монасты́рь и костёл миссионе́ров, также известный также как Армянокатолический костёл Святого Креста (арм. Սուրբ Խաչ հայ կաթոլիկ եկեղեցի) — памятник архитектуры позднего ренессанса с отдельными чертами готики во Львове (Украина). Находится на улице Замарстыновской, 9. Используется как юридический факультет Львовской академии Министерства внутренних дел.

## История

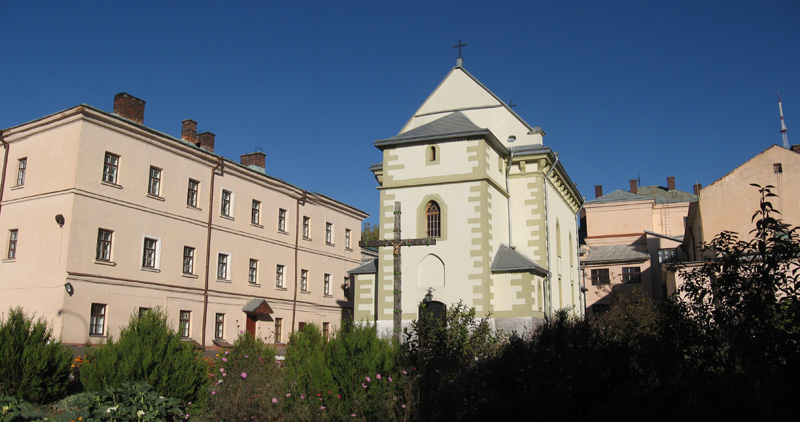
Бывший монастырь и костёл миссионеров

Комплекс построен в 1630-е годы на месте старых деревянных построек как армянокатолический костёл Святого Креста. В 1744 году здания были перестроены в стиле барокко по проекту немецкого архитектора Б. Меретини. В результате перестроек, проводившихся в XIX и XX веках, изменился интерьер и появились пристройки.
Костёл небольших размеров, построен из кирпича и камня. Памятник однонефный, в плане состоит из прямоугольного основного объёма, апсиды и квадратного притвора, по обе стороны которого расположены небольшие помещения. Перекрыт крестовыми сводами с розетками на пересечении узких гуртов в нефе. Двускатная крыша нефа образует щипцы на западном и восточном фасадах. Отсутствие на фасадах пилястр и других членящих их элементов придают зданию суровый оттенок. Единственным декором является консольный фриз под массивным карнизом и профилированные белокаменные обрамления стрельчатой формы окон. Своим строгим обликом и архитектурными деталями костёл миссионеров напоминает костёл Святого Лазаря, который строился примерно в то же время.